# Saint-Victoret
Saint-Victoret település Franciaországban, Bouches-du-Rhône megyében. Lakosainak száma 6689 fő (2022. január 1.). Saint-Victoret Gignac-la-Nerthe, Marignane, Les Pennes-Mirabeau és Vitrolles községekkel határos.

## Népesség
A település népessége az elmúlt években az alábbi módon változott:
| Lakosok száma | 4880 | 5571 | 6047 | 6566 | 6567 | 6550 | 6625 | 6631 | 6609 | 6689 |
|               | 1968 | 1982 | 1990 | 2006 | 2013 | 2015 | 2017 | 2019 | 2020 | 2022 |